# Onvergetelijke Luisterlijst
De Onvergetelijke Luisterlijst is een lijst van memorabele uitzendingen uit 100 jaar Nederlandse radiogeschiedenis die op 6 november 2019 door de NPO werd bekendgemaakt. 
Met deze ranglijst vierden de Nederlandse publieke radiozenders NPO Radio 1 en NPO Radio 5 dat het 100 jaar geleden was dat Hanso Idzerda op 6 november 1919 de allereerste radio-uitzending verzorgde.
Luisteraars konden vanaf 4 oktober stemmen op spraakmakende fragmenten, markante radiomakers en legendarische programmatitels, een selectie van 100 hoogtepunten uit de Nederlandse omroepgeschiedenis: van muziek tot sport, van spelletjes tot journalistiek.
De Dik Voormekaar Show werd door de luisteraars van deze zender uitgeroepen tot de nummer 1 van deze ranglijst.
Diskjockey Frits Spits, zelf "ambassadeur" van deze Onvergetelijke Luisterlijst, werd zelf ook door luisteraars vaak gekozen. 
De Top 10 van de lijst zag er als volgt uit:
1. Dik Voormekaar Show, programma van André van Duin en Ferry de Groot
2. Frits Spits, diskjockey, programmamaker, taalliefhebber
3. Top 2000, muziekprogramma
4. Top 40, muziekprogramma
5. Met het Oog op Morgen, actualiteitenprogramma
6. Radio Tour de France, sportprogramma
7. Radio Veronica, radiozender
8. Weeshuis van de hits, muziekprogramma
9. Ronflonflon, humoristisch programma van Wim T. Schippers
10. Arbeidsvitaminen, verzoekplatenprogramma